# 북부주 (바레인)
북부주(아랍어: المحافظة الشمالية)는 바레인을 구성하는 4개 주 가운데 하나이다.
17.0%의 바레인의 크기다.